# Eleccions municipals de 2011 a Tortosa
Les eleccions municipals de 2011 a Tortosa van ser unes eleccions locals que es van celebrar el diumenge 22 de maig de 2011 a Tortosa, al Baix Ebre, com a part de les eleccions municipals espanyoles. Es van triar els 21 regidors de l'Ajuntament de Tortosa.

## Sistema electoral
Les eleccions als ajuntaments de l'Estat espanyol estan fixades per celebrar-se el quart diumenge de maig cada quatre anys. El sistema electoral fa servir la regla D'Hondt amb representació proporcional, llistes tancades i una barrera electoral del 5% dels vots vàlids, que inclou els vots en blanc. La votació per a l'assemblea local es basa en el sufragi universal.
En les eleccions municipals, la circumscripció electoral és el municipi i el nombre d'escons (o sigui, regidors) a triar del municipi es determina en funció del nombre d'habitants censats en aquest municipi. En el cas de Tortosa, en tenir 23.188 persones censades, l'hi correspon 21 regidors.

## Candidatures
El 26 d'abril del mateix any, la Junta Electoral de Zona de Tortosa va proclamar set candidatures del municipi de Tortosa en el Butlletí Oficial de la Província de Tarragona.
| Partit polític | Partit polític                                             | Cap de llista | Llista de candidats |
| -------------- | ---------------------------------------------------------- | ------------- | ------------------- |
|                | Convergència i Unió (CiU)                                  |               | Llista              |
|                | Partit dels Socialistes de Catalunya (PSC-PM)              |               | Llista              |
|                | Esquerra Republicana de Catalunya-Acord Municipal (ERC-AM) |               | Llista              |
|                | Iniciativa-Entesa per Tortosa-Entesa (I-ET-E)              |               | Llista              |
|                | Partit Popular Català (PP)                                 |               | Llista              |
|                | Plataforma per Catalunya (PxC)                             |               | Llista              |
|                | Ebrencs Independents (EBIN)                                |               | Llista              |

## Jornada electoral

### Constitució de les meses
En aquell moment, Tortosa tenia una població de 34.473 habitants, dels quals 23.188 persones van ser cridades a votar en alguna de les 45 meses que es van constituir al municipi.

### Participació
La participació en aquestes eleccions va ser de 59,2%, el qual cosa implica que un total de 13.734 ciutadans del municipi van decidir exercir el seu dret a vot. Comparant aquesta participació amb la mitjana catalana, Tortosa va registrar una xifra més alta, situant-se en 4,2 punts percentuals per sobre.
A continuació, es presenta una taula amb els percentatges de participació registrats a diferents hores del dia de les eleccions:
| Hores              | Tortosa        |
| ------------------ | -------------- |
| Participació (14h) | 33,1% ( 1,2%)  |
| Participació (18h) | 43,6% ( -0,5%) |
| Participació (20h) | 59,2% ( 1,1%)  |